# Thelairodrino anaphe
Thelairodrino anaphe là một loài ruồi trong họ Tachinidae.